# 长刺菱蟹
长刺菱蟹（学名：[Parthenope longispinis] 错误：{{Lang}}：文本有斜体标记（帮助））为菱蟹科菱蟹属的动物。分布于日本、夏威夷、澳大利亚、印度、斯里兰卡以及中国大陆的广东、海南岛等地，生活环境为海水，多生活于20-180米深的泥沙底。